# Atriplex
Atriplex  L., 1753 è un genere di piante della famiglia Amaranthaceae.

## Tassonomia
Il genere comprende circa 250 specie tra cui:
- Atriplex abata I.M.Johnst.
- Atriplex acutibractea R.H.Anderson
- Atriplex acutiloba R.H.Anderson
- Atriplex acanthocarpa (Torr.) S.Wats.
- Atriplex alaschanica Y.Z.Zhao
- Atriplex amnicola Paul G.Wilson
- Atriplex aptera A.Nelson
- Atriplex argentea Nutt.
- Atriplex barclayana (Benth.) D.Dietr.
- Atriplex bonnevillensis C.A.Hanson
- Atriplex californica Moq.
- Atriplex canescens (Pursh) Nutt.
- Atriplex confertifolia (Torr. & Frém.) S.Watson
- Atriplex cordulata Jeps.
- Atriplex coronata S.Watson
- Atriplex corrugata S.Watson
- Atriplex coulteri (Moq.) D.Dietr.
- Atriplex cristata Humb. & Bonpl. ex Willd.
- Atriplex cuneata A.Nelson
- Atriplex drymarioides Standl.
- Atriplex eardleyae Aellen
- Atriplex elegans (Moq.) D.Dietr.
- Atriplex falcata (M.E.Jones) Standl.
- Atriplex fruticulosa Jeps.
- Atriplex gardneri (Moq.) Standl.
- Atriplex glabriuscula Edmondston
- Atriplex gmelinii C.A.Mey. ex Bong.
- Atriplex graciliflora M.E.Jones
- Atriplex griffithsii Standl.
- Atriplex halimus L.
- Atriplex holocarpa F. Muell.
- Atriplex hortensis L.
- Atriplex hymenelytra (Torr.) S.Watson
- Atriplex joaquiniana A.Nelson
- Atriplex johnstonii C.B.Wolf
- Atriplex klebergorum M.C.Johnst.
- Atriplex laciniata L.
- Atriplex lampa (Moq.) Gillies ex D.Dietr.
- Atriplex lentiformis (Torr.) S.Watson
- Atriplex leucophylla (Moq.) D.Dietr.
- Atriplex lindleyi Moq.
- Atriplex littoralis L.
- Atriplex longipes Drejer
- Atriplex matamorencis A.Nelson
- Atriplex maximowicziana Makino
- Atriplex micrantha Ledeb.
- Atriplex muelleri Benth.
- Atriplex navajoensis C.A.Hanson
- Atriplex × neomexicana Standl.
- Atriplex nudicaulis Boguslaw
- Atriplex nummularia Lindl.
- Atriplex nuttallii S.Watson
- Atriplex oblongifolia Waldst. & Kit.
- Atriplex obovata Moq.
- Atriplex × odontoptera Rydb.
- Atriplex pachypoda Stutz & Chu
- Atriplex pacifica A. Nelson
- Atriplex parishii S.Watson
- Atriplex parryi S.Watson
- Atriplex patula L.
- Atriplex phyllostegia (Torr. ex S.Watson) S.Watson
- Atriplex polycarpa (Torr.) S.Watson
- Atriplex portulacoides L.
- Atriplex powellii S.Watson
- Atriplex prostrata Bouchér ex DC.
- Atriplex pusilla (Torr. ex S.Watson) S.Watson
- Atriplex rhagodioides F. Muell.
- Atriplex rosea L.
- Atriplex saccaria S.Watson
- Atriplex semibaccata R.Br.
- Atriplex serenana A.Nelson ex Abrams
- Atriplex sibirica L.
- Atriplex spinifera J.F.Macbr.
- Atriplex suberecta Verd.
- Atriplex subspicata (Nutt.) Rydb.
- Atriplex tatarica L.
- Atriplex texana S.Watson
- Atriplex tridentata Kuntze
- Atriplex truncata (Torr.) A.Gray
- Atriplex tularensis J.M.Coult.
- Atriplex vesicaria Heward ex Benth.
- Atriplex wardii Standl.
- Atriplex watsonii A.Nelson ex Abrams
- Atriplex welshii C.A.Hanson
- Atriplex wolfii S.Watson
- Atriplex wrightii S.Watson